# Steinmetz-Marsch
La Steinmetz-Marsch (AM II, 197 (HM II, 73)) es una marcha militar prusiana compuesta en 1867 por Carl Bratfisch.
La marcha fue compuesta en honor a la victoria prusiana en la batalla de Skalitz el 28 de junio de 1866, Carl Bratfisch era maestro de música en el Royal Prussian 58th Infanterie-Regiment en Glogau durante dicha batalla.
La marcha lleva ese título en referencia a Karl Friedrich von Steinmetz, coronel de 1866 del Regimiento Real de Fusileros de Prusia.37 de Posen, considerado el vencedor de la batalla de Skalitz.